# Araneus hispaniola
Araneus hispaniola este o specie de păianjeni din genul Araneus, familia Araneidae. A fost descrisă pentru prima dată de Bryant, 1945. Conform Catalogue of Life specia Araneus hispaniola nu are subspecii cunoscute.